# Sedmý bratříček
Sedmý bratříček (v maďarském originále A hetedik testvér) je animovaný film z dílny Feature Films for Familes. Natočen byl roku 1993 režiséry Jenöem Koltaiem a Tiborem Hernádim.
Hlasy postaviček v originále namluvili herci jako Csongor Szalay, Balázs Simonyi, Álmos Elõd, Dániel Halasi, a Balázs Szvetlov. Hudbu napsali Muszty Bea, Dobay András, a Wolfgang von Henko.